# Beppo (tecknad serie)
Beppo är en tecknad serie av Joakim Pirinen, som publicerats i tidningen Galago.
Beppo är en neurotisk björnliknande figur, som i motsats till Pirinens mest kända figur Socker-Conny oroar sig överdrivet mycket över sin omgivning. I den sista rutan brukar han slänga något i sopkorgen under diskbänken. Beppo är även namnet på det produktionsbolag som bl a gjorde Cirkus Kiev för Sveriges Radio P3 2006-2012. Namnet Beppo ljudproduktion är direkt inspirerat av Pirinens neurotiska björn. Under 2025 skriver och producerar Beppo programmet Radioskugga — satir med Fritte Fritzson som sänds i Godmorgon världen i P1 samt som eget tablålagt program och podcast i SR Play.